# Lauge Koch
Lauge Koch (*Kalundborg, Región de Selandia 5 de julio de 1892 - Copenhague 5 de junio de 1964) fue un geólogo y explorador danés.
A lo largo de su vida, realizó muchas expediciones relevantes para el desarrolló de la geología del siglo XX. En el año 1913, Koch acompañó al explorador alemán Alfred Wegener a una de sus expediciones a Groelandia. También, cabe mencionar, que entre 1916 y 1918 acompañó al explorador Knud Rasmussen en su expedición a Thule, desempeñándose como geólogo y ocasionalmente como cartógrafo.
Debido a sus logros científicos, Koch recibió doctorados honorarios por parte de la Universidad de Basilea y la Universidad de McGill.